# 類賽德娜天體

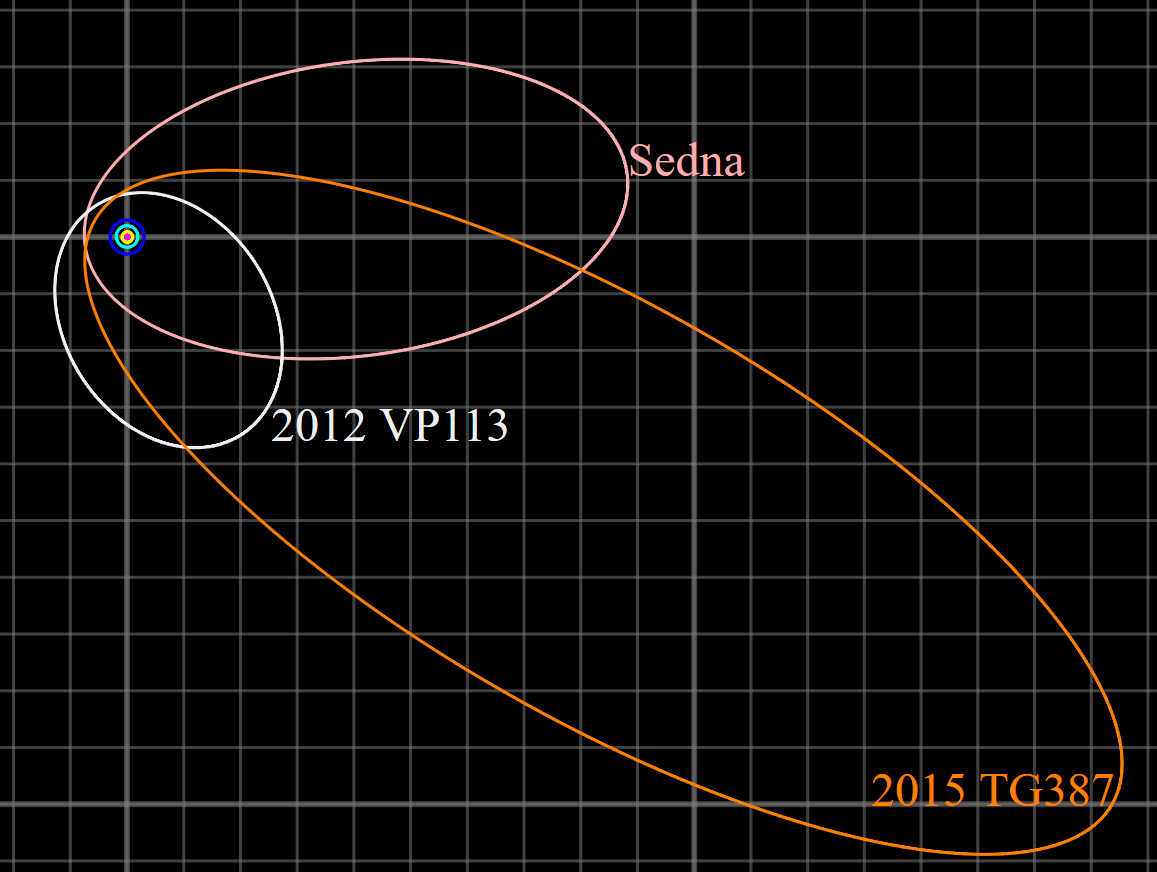
三顆已知的類賽德娜天體的軌道，藍色的圓形軌道是距離太陽30天文單位的海王星軌道。

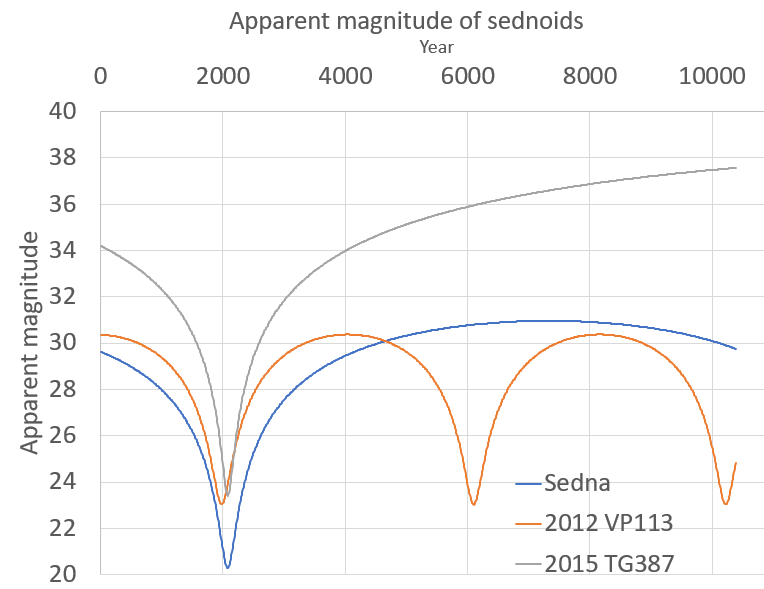
三顆已知類賽德娜天體的視星等。

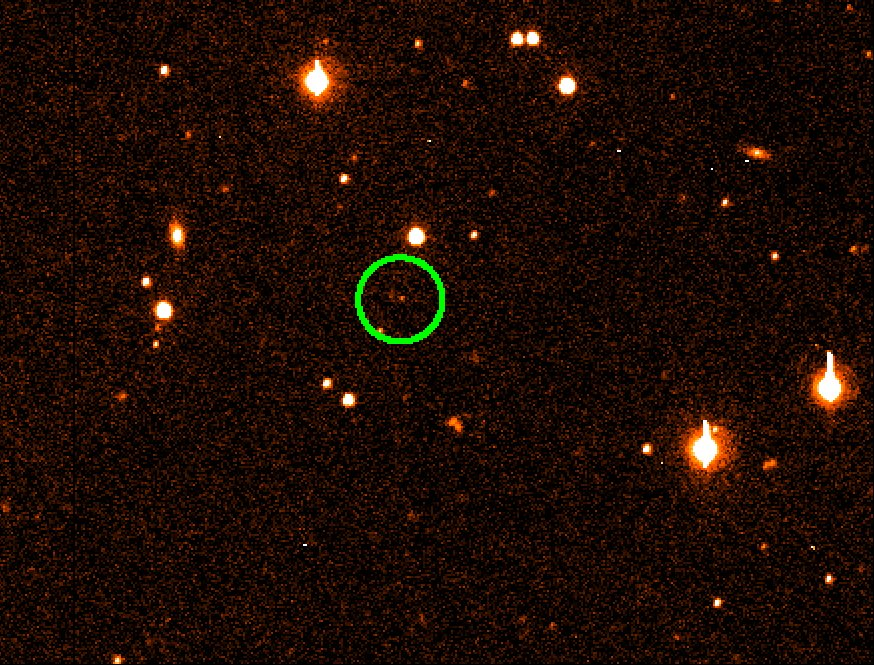
90377 賽德娜的發現影像，這是第一顆已知的類賽德娜天體。

类赛德娜天体（sednoid）是一类具有大半长轴和高近日点的海外天体，其轨道类似于矮行星赛德娜。天文学家的共识是，目前已知的类赛德娜天体仅有3个：90377 賽德娜、2012 VP113 和小行星541132（2015 TG387）。这三个天体的近日点都大于60 AU。类赛德娜天体位於太陽系海王星轨道以外的遥远区域，與行星之間沒有明顯的相互作用。它們通常被歸類為孤立天體。一些天文學家將類賽德娜天體視為內歐特雲（Inner Oort Cloud，IOC）天體，儘管內歐特雲或希爾斯雲最初被預測為超過2,000AU，超出了已知三个類賽德娜天體的遠日點，
一种定義類賽德娜天體的方法是任何近日點大於50 AU，並且半長軸大於150 AU的天體。
但是，此定義也適用於諸如2013 SY99 和2021 RR205，它们的近日點超過50 AU，半長軸超過700 AU。儘管如此，這些天體被認為不屬於類賽德娜天體，而是屬於與小行星474640、2014 SR349和2010 GB174 相同的動力學类别。
由于其高离心率（大於0.8），類賽德娜天體與那些近日点较高但离心率适中的天体区别开来，這些天體與海王星穩定共振，例如2015 KQ174、2015 FJ345、6129112004 XR（「Buffy」）、2014 FC72和 2014 FZ71。

## 原因不明的軌道
類賽德娜天體的軌道既不能用現有巨行星的攝動，也不能通過與銀河潮汐的相互作用來解釋。如果它們在現時的位置形成，那么它们的軌道最初一定是圓形；否則，由于星子之间相对速度过大，聚集（即小天体合并成大天体）就不可能发生。它們目前的橢圓軌道可以通过以下几种假说来解释：
1. 當太陽還处于其誕生星團中時，這些天體的軌道和近日點距離可能因附近恒星的經過而提升[11][12]。
2. 它們很可能是在太陽诞生的星團中，從途径的其他恆星外圍捕捉而来的[9][13]。
3. 它們的軌道可能被尚未发现的行星质量天體扰动，比如第九行星[14][15]。
4. 它们的近日点距离可能被太阳系早期暂时存在的流浪行星所提升[16][17]。

## 已知成員
| 序號   | 名稱            | 直徑 （公里） | 近日點（AU） | 半長軸（AU） | 遠日點（AU） | 日心 距離（AU） | 近心點幅角（°） | 發現年（回溯發現） |
| ------ | --------------- | ------------- | ------------ | ------------ | ------------ | --------------- | --------------- | ------------------ |
| 90377  | 賽德娜          | 995 ± 80      | 76.06        | 506          | 937          | 85.1            | 311.38          | 2003 (1990)        |
| -      | 2012 VP113      | 300–1000      | 80.50        | 271.5        | 462          | 83.65           | 293.78          | 2012 (2011)        |
| 541132 | Leleākūhonua    | 220           | 65.16        | 1085         | 2126         | 77.69           | 118.17          | 2015 (無)          |
|        | 2023 KQ14 (MPC) | 90–290        | 198.9        | 65.86        | 245.46       | 356.4           | 198.9           | 2023 (2014)        |

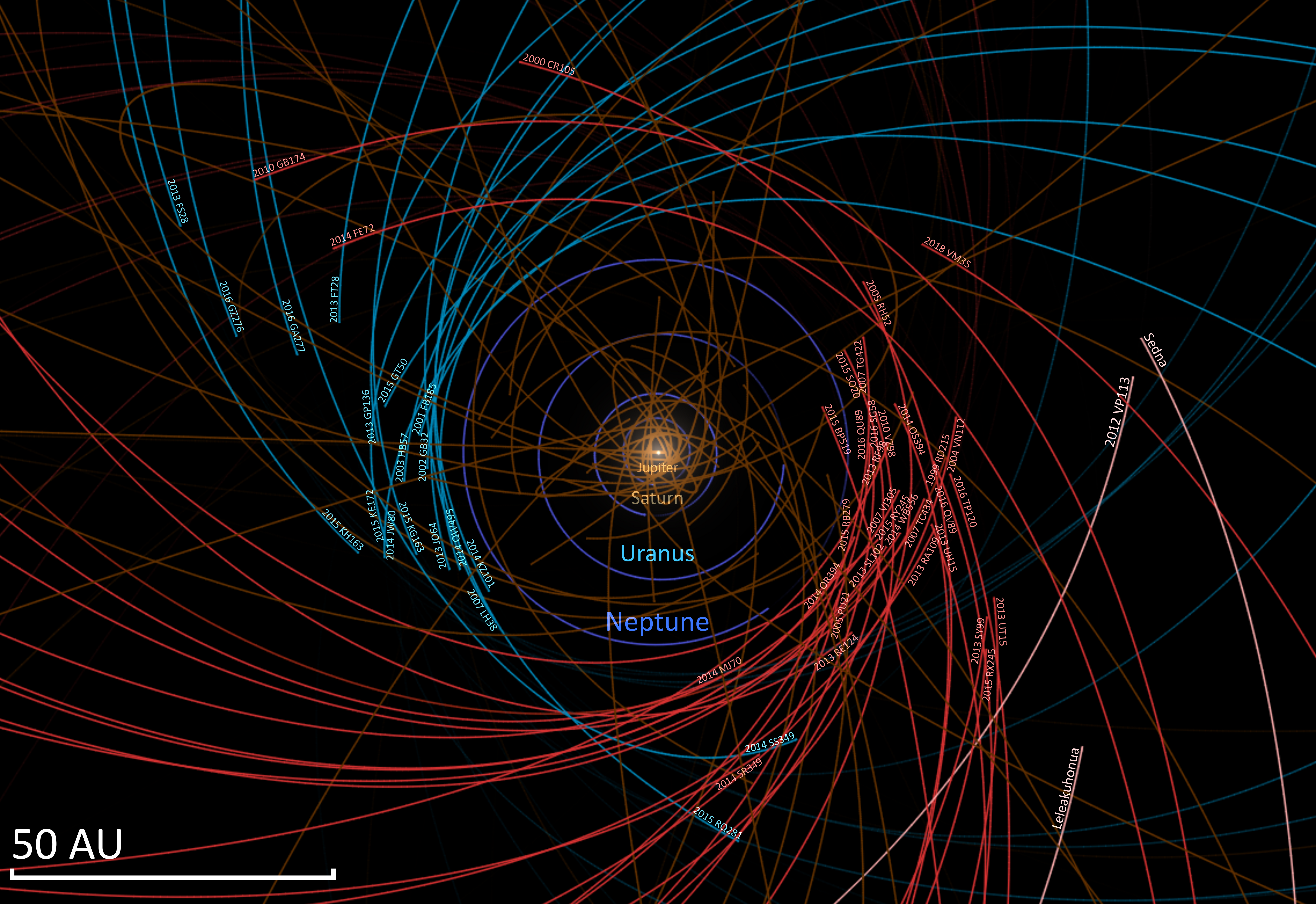
截至2021年，三顆已知的類賽德娜天體（粉紅色標記）和其他各種極端海外天體的軌道和位置。

這三顆類赛德娜天體，像其他更極端的獨立天體一樣（半長軸大於150AU，近日點超過海王星軌道的30AU的天體），有相似的方向（近心點幅角）≈ 0°（338°±38°）。這並非因為觀測偏差所造成，而是意料之外的，因為與巨行星的交互作用會產生隨機的近心點角（ω），使得赛德娜的進動週期可能為四千萬年、六千五百萬年或者是一百五十億年不等這表明外太陽系中可能存在一個或更多未被發現的攝動星。一個位於250AU的超級地球可以使這些天體環繞著0°±60°擺動長達數十億年。低反照率的超級地球有多種可能的配置，使得在這個距離下使它的視星等低於當前所有巡天檢測的極限。現時這個假設的超級地球被稱為第九行星。其他更大、更遙遠的攝動天體亦會因為太微弱，而無法檢測到。
現時有27個已知半長軸大於150AU的海外天體、其近日點位於海王星以外、近心點幅角為340°±55°、並且有超過一年的觀察弧。2013 SY99雖擁有接近於50AU的近日點，但並不視其為類赛德娜天體的一員。
2015年11月10日，V774104被發現，為第三顆類赛德娜天體的候選者，但是它的觀察弧短至只有兩週，故而無從得知其近日點是否受到海王星的影響。
2018年10月1日，Leleākūhonua宣布被發現，半長軸為1094 AU，遠日點則達到2123 AU，比赛德娜更遠。
類赛德娜天體可能構成一個合適的動態類別，但它們可能具有不同的起源；因為(474640) 2004 VN112、2013 RF98、2012 VP113、2002 GB32以及2003 HB57的光譜斜率和賽德娜的非常不同。

## 理論的族群
現時有多個假定機制解釋赛德娜的極端軌道，而每個機制都會在任何更廣泛的族群結構和動態上留下明顯的標記。如果存在著一顆海外行星，則所有天體的近日點將會大致相同（≈80AU）。假若赛德娜是從另一個行星系統所捕獲，而該行星系統與太陽系的旋轉方向相同，那麼族群內所有天體都會以相對較低的傾斜度運行，並且半長軸的範圍為100-500 AU。如果行星系統以相反的方向旋轉，那麼使會形成兩個族群，一個傾斜度較低，另一個傾斜度較高。若有鄰近經過恆星的擾動，天體會產生不同的近日點和傾角，每個都取決於相遇的數量和角度。
因此，獲取更多此類對象的樣本將有助確定最有可能的情況。米高·布朗於2006年說道：「我稱赛德娜為太陽系最早期的化石記錄。終究而言，當發現到其他化石記錄時，赛德娜可以幫助告訴我們太陽是如何形成的，以及它在形成時接近太陽的恆星數量。」布朗、拉比諾維茨和舒瓦布在2007至2008年期間進行了一項巡天調查，試圖尋找赛德娜假定族群的另一個天體，儘管這項調查對於在1,000AU內的天體移動十分敏感，又發現到候選矮行星共工星，但始終沒有發現新的類赛德娜天體。結合新數據的後續模擬表明，該區域可能存在著大約40個約有赛德娜大小的天體，其中最亮的可以達到鬩神星的絕對星等水平（-1.0）。
在發現了2015 TG387後，謝潑德等人作出結論：它意味著大約有200萬個內奧爾特雲的天體超過40公里，總質量為1×1022 公斤（是小行星帶質量的數倍）。

## 外部連結
- New icy body hints at planet lurking beyond Pluto （页面存档备份，存于）